# إسفيد (إسفراين)
إسفيد (بالفارسية: اسفید) هي قرية تقع في قسم صفي آباد الريفي (مقاطعة إسفراين) في إيران. يقدر عدد سكانها بـ 625 نسمة بحسب إحصاء 2016.